# Colesbukta

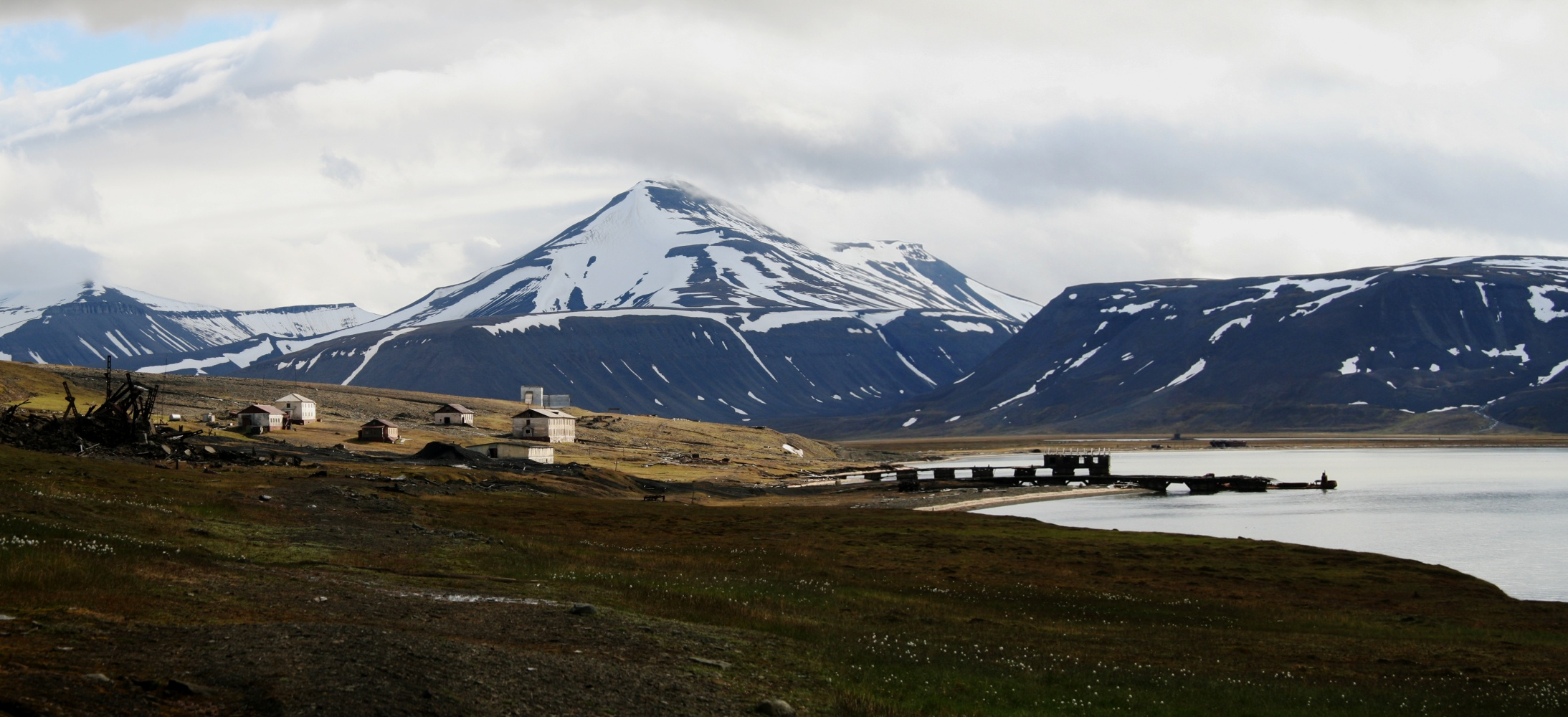
Utsikt över Colesbukta och ruinbyn Coles Bay, sett norrifrån

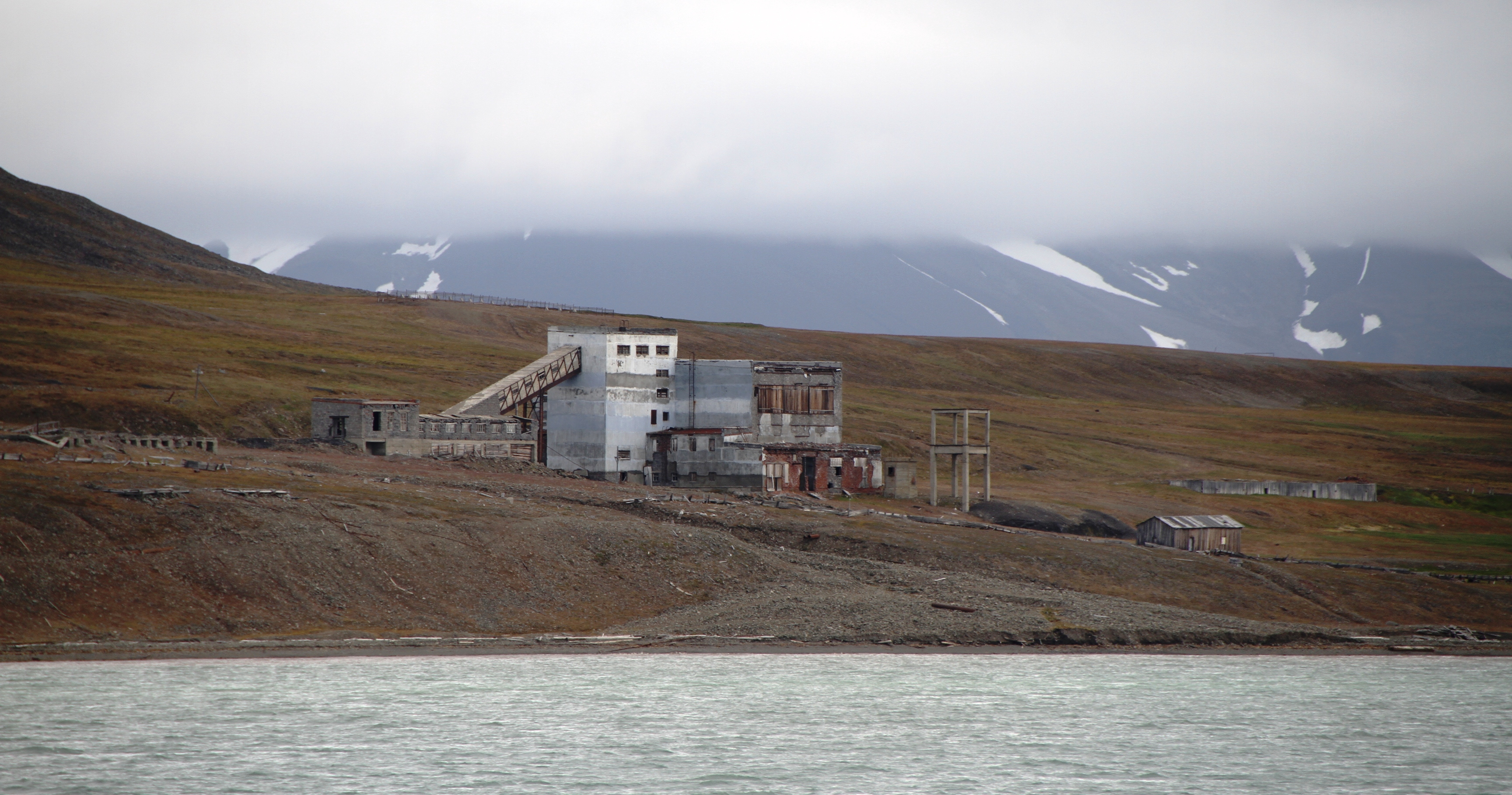
Nordöstra Colesbukta, med ruiner i det övergivna ryska gruvsamhället.

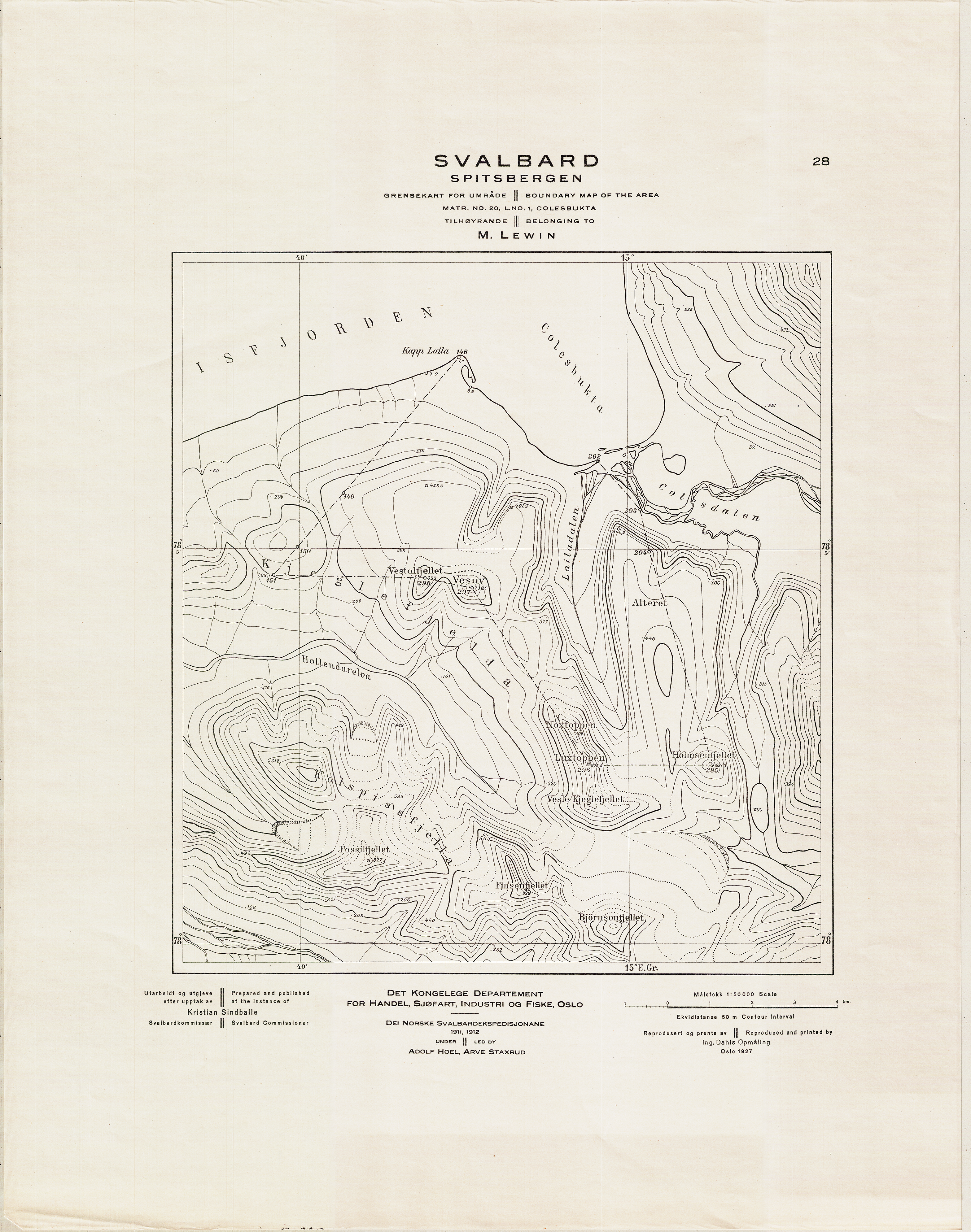
Karta över Colesbukta från 1927, av Norske Svalbardekspedisjonane 1911 och 1912

Colesbukta är en 4,5 kilometer bred bukt på södra sidan av Isfjorden på Nordenskiöld Land på Spetsbergen i Svalbard. Colesbukta ligger ungefär mitt emellan Adventfjorden (Longyearbyen) och Grønfjorden (Barentsburg). I Colesbukta är det ett rikt växtliv, med bland annat hjortron, som annars är sällsynta i Svalbard.

## Historik
I juli 1912 ockuperade Stavanger Spitsbergen-Expeditionen 1912 alla kolförekomster mellan Kapp Heer och Colesbukta, och 1915 blev kolkoncessionerna samlade inom A/S De Russiske Kulfelter Green Harbour, som efter tio år sålde dem till bolaget M. Lewin & Co.
Längre österut i bukten ockuperade 1912 Vladimir Rusanov för ett ryskt bolag de möjliga, östra kolfyndigheterna och sålde dem vidare till det brittiska Anglo-Russian Grumant Co Ltd, vilket bedrev utvinning 1926—1927. Arktikugol övertog både dessa fyndigheter och de vid Grønfjorden längre västerut 1932. Det ryska kolgruvesamhället Grumantbyen byggdes upp senare genom en expansion västerut från Colesbukta och använde sig också av utskeppningshamnen innerst i Colesbukta eftersom hamnförhållandena var dåliga i Grumant. Mellan Grumant och Colesbukta byggde det ryska företaget en järnväg för frakt av kolen.  
På östra sidan av Colesbukta ligger Rusanovodden och på västsidan ligger Kapp Laila. Ett lopp med hundspann anordnas årligen från Longyearbyen til Kapp Laila, där deltagarna vänder och åker tillbaka mot Longyearbyen. Snöskoterspåren till Longyearbyen går genom den isfria Colesdalen som mynnar ut i Colesbukta österifrån. Snöskoterspåret västerut till Barentsburg går längs kusten. Söderöver finns snöskoterspår via Colesdalen till Reindalen och Sveagruva.

## Kulturminnen i urval
Vid Colesbukta finns över 60 registrerade kulturminnen, varav de flesta ligger i öster mot Grumantbyen.
- Kapp Laila – rester av fångstanordningar, samt en kåta rest 1900 för Hans Jørgensens Furfjordsexpedition, reparerad under första världskriget.
- Eriksonodden – olika fångstanordningar och husgrunder.
- Vraket av en pomorrysk lodja på västra sidan av älvdeltat innerst i bukten.
- Kåtan i Colesbukta ("Barths Minde") på östra sidan av älvdeltat innerst i bukten, uppfört av Ole Barth Tollefsen 1873 som rökeri under en fångstexpedition.
- Expeditionsbyggnad från mellankrigstiden, inre delen av Colesbukta.
- Ett stort antal ruiner av industriella anläggningar för gruvdrift samt husgrunder i själva byn Coles Bay
- "Rusanovhuset", på nordsidan av Coles Bay mot Rusanovodden, uppfört 1913 av ingenjören Rudolf L Samoilovitsj för Handelshuset Grumant - A.G. Agafeloff & Co

## Källor

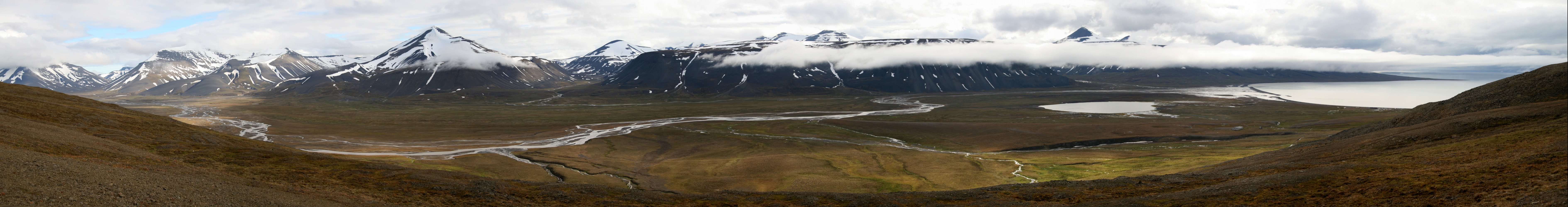
Colesdalen